# Saint-Urcisse (Tarn)
 Saint-Urcisse  es una población y comuna francesa, ubicada en la región de Mediodía-Pirineos, departamento de Tarn, en el distrito de Albi y cantón de Salvagnac.

## Demografía
Evolución demográfica de Saint Urcisse:
| Año  | Población |
| ---- | --------- |
| 1793 | 276       |
| 1800 | 330       |
| 1806 | 360       |
| 1821 | 418       |
| 1831 | 478       |
| 1836 | 634       |
| 1841 | 585       |
| 1846 | 604       |
| 1851 | 589       |
| 1856 | 654       |
| 1861 | 667       |
| 1866 | 672       |
| 1872 | 647       |
| 1876 | 616       |
| 1881 | 609       |
| 1886 | 547       |
| 1891 | 528       |
| 1896 | 501       |
| 1901 | 508       |
| 1906 | 470       |
| 1911 | 446       |
| 1921 | 347       |
| 1926 | 342       |
| 1931 | 331       |
| 1936 | 325       |
| 1946 | 313       |
| 1954 | 299       |
| 1962 | 251       |
| 1968 | 251       |
| 1975 | 221       |
| 1982 | 202       |
| 1990 | 176       |
| 1999 | 177       |
| 2008 | 226       |

Fuente: INSEE y Cassini